# Panisopelma roigi
Panisopelma roigi är en insektsart som beskrevs av Burckhardt och Ouvrard 2006. Panisopelma roigi ingår i släktet Panisopelma och familjen rundbladloppor. Inga underarter finns listade i Catalogue of Life.